# Ружино (локомотивное депо)
Локомотивное депо Ружино — предприятие железнодорожного транспорта в городе Лесозаводск, принадлежит к Дальневосточной железной дороге. Депо занимается эксплуатацией тягового подвижного состава.

## История депо
В 1934 г. на живописном берегу таёжной реки Уссури, на 8932 км Великой Транссибирской магистрали началось строительство станции Ружино и паровозного депо. 10 июня 1936 года депо было сдано в эксплуатацию. В 1936 г. первые тяжеловесные поезда весом 1300-1400 т на паровозах серии Эм повели машинисты Иван Еремеев, Константин Федоренко, Семён Гулин, Роман Правдивцев, Яков Галушко и др. Бригада ремонтного мастера Маевского отремонтировала подъёмочным ремонтом первый паровоз Эм728-11.
В паровозном депо Ружино широкое распространение получили в своё время стахановско-кривоносовское движение, соревнование за вождение поездов с высокой технической скоростью. Первыми в депо увеличили вес поезда до 2000 т машинисты П.Д. Жвавый, М.П. Фролов, В.П. Цесарский, С.М. Желтов, Д.И. Ворожбит, Я.А. Шабельников, И.М. Овчинников.
За ударную работу в годы Великой Отечественной войны депо два раза получало переходящее Красное знамя Министерства путей сообщения. На вечное хранение коллективу было присуждено Красное знамя Государственного комитета обороны. По лунинскому почину - ремонтировать паровозы силами самой бригады - работали 80 паровозных бригад, в их числе и машинисты Федоренко, Безносюк, Галчатников, Фролов. Из депо отправлено на прифронтовые дороги 70 паровозов и 140 паровозных бригад. В том числе уехали лучшие машинисты Максимчук, Фадеев, Лесков и др.
В 1950 г. паровозные бригады депо выступили инициаторами кольцевой езды на дороге. Новаторами этого передового метода были машинисты В. Цесарский, Д. Ворожбит, В. Ворожбит, А. Иванюсь, С. Желтов, К. Похресный, братья Подгорные, М. Слесарь, В. Романчук.
20 января 1968 года первые тепловозы ТЭ3 повели машинисты Иван Шведов, Михаил Рекутный, Александр Карепов, Григорий Ночевный, Михаил Коваль, Виктор Бовтик и др. А 29 января 1968 г. смена мастера Юрия Пешкова отремонтировала по циклу профилактического осмотра первый тепловоз ТЭ3-6789. 27 августа 1968 г. бригада мастера Виктора Холомейдика выпустила из большого периодического ремонта первый тепловоз ТЭ3-6898.
До 1 апреля 2009 года депо осуществляло не только эксплуатацию, но и ремонт подвижного состава. Согласно программе разделения локомотивного хозяйства на сферы эксплуатации и ремонта, локомотивное депо Ружино преобразовано в эксплуатационное депо. Цеха ремонта при этом переподчинили локомотивному депо Сибирцево. Теперь главная задача депо — вождение поездов.

## Тяговые плечи
- Грузовое движение: Хабаровск — Смоляниново, Ружино - Владивосток
- Пассажирское движение: Ружино — Владивосток, Ружино - Хабаровск

## Подвижной состав[2]
По состоянию на 2023 год в депо эксплуатируются следующие локомотивы:
- Электровозы: ЭП1; 2ЭС5К (Ермак), 3ЭС5К, 4ЭС5К, Э5К;
- Тепловозы: 2ТЭ10М, 2ТЭ10МК, ТЭМ18ДМ.

Выведены из эксплуатации/переданы в другое депо:
- Тепловозы 2ТЭ10В, 2ТЭ10М, 3ТЭ10М;
- Паровозы серии ЕА[3]; ЭМ.

## Знаменитые люди депо
- Слесарь по ремонту подвижного состава Зенин, Владимир Григорьевич — Заслуженный работник транспорта Российской Федерации[4].
- Машинист Левченко, Юрий Дмитриевич — Заслуженный работник транспорта Российской Федерации[5].[6]